# Павловская (Вельский район)
Павловская — деревня в Вельском районе Архангельской области. Входит в состав Муниципального образования «Усть-Вельское».

## География
Деревня расположена в южной части Архангельской области, в таёжной зоне, в пределах северной части Русской равнины, в 8 километрах на юг от города Вельска, на левом берегу реки Пежма притока Ваги. Ближайшие населённые пункты: на западе деревня Фоминская-1, на юго-западе, на противоположенном берегу реки деревня Фоминская-2.
Часовой пояс
Павловская, как и вся Архангельская область, находится в часовой зоне МСК (московское время). Смещение применяемого времени относительно UTC составляет +3:00.

## Население
| 2002 | 2010 | 2012 | 2014 |
| ---- | ---- | ---- | ---- |
| 58   | ↘55  | ↗70  | ↘65  |

## История
Указана в «Списке населённых мест по сведениям 1859 года» в составе Вельского уезда(1-го стана) Вологодской губернии под номером «1877» как «Шиловское(Нижняя Горка)». Насчитывала 27 дворов, 83 жителя мужского пола и 95 женского.
В материалах оценочно-статистического исследования земель Вельского уезда упомянуто, что в 1900 году в административном отношении деревня входила в состав Заручевского сельского общества Никифоровской волости. На момент переписи в селении Павловское(Нижняя Горка) находилось 46 хозяйств, в которых проживало 127 жителей мужского пола и 142 женского.